# Bílý kopec u Čejče
Bílý kopec u Čejče je přírodní památka ve správních územích obcí Čejč a Mutěnice v okrese Hodonín v Jihomoravském kraji. Předmětem ochrany jsou širokolisté a úzkolisté suché trávníky a porosty vysokých křovin s výskytem chráněných a vzácných druhů rostlin a živočichů. K evropsky významným druhům živočichů na lokalitě patří chrobák jednorohý, přástevník kostivalový, strakapoud jižní a pěnice vlašská.

## Historie
Část přírodní památky Bílý kopec u Čejče byla chráněna od roku 1992 jako součást tehdejší přírodní rezervace Špidláky. Rezervace byla k 1. lednu 2013 zrušena a zároveň nahrazena stejnojmennou přírodní památkou. Přírodní památku Bílý kopec u Čejče vyhlásil Krajský úřad Jihomoravského kraje s účinností od 1. prosince 2014.
Pozemky chráněného území sloužily především jako pastviny, ale od poloviny dvacátého století zůstaly z větší části bez využití. Některé části byly zalesněny nebo upraveny jako sady a vinice. Problémem pro ochranu přírody je silná eutrofizace okrajů přírodní památky přiléhajících k sousedním polím, která podporuje šíření nepůvodních druhů jako je ovsík vyvýšený, třtina křovištní, trnovník akát nebo pajasan žláznatý.

## Přírodní poměry
Přírodní památka s rozlohou 22,93 hektaru leží ve správních území obcí Čejč a Mutěnice v okrese Hodonín v Jihomoravském kraji. Překrývá se s evropsky významnou lokalitou Bílý kopec u Čejče a většina je součástí ptačí oblasti Hovoransko – Čejkovicko. Chráněné území je rozděleno do devíti dílčích ploch.

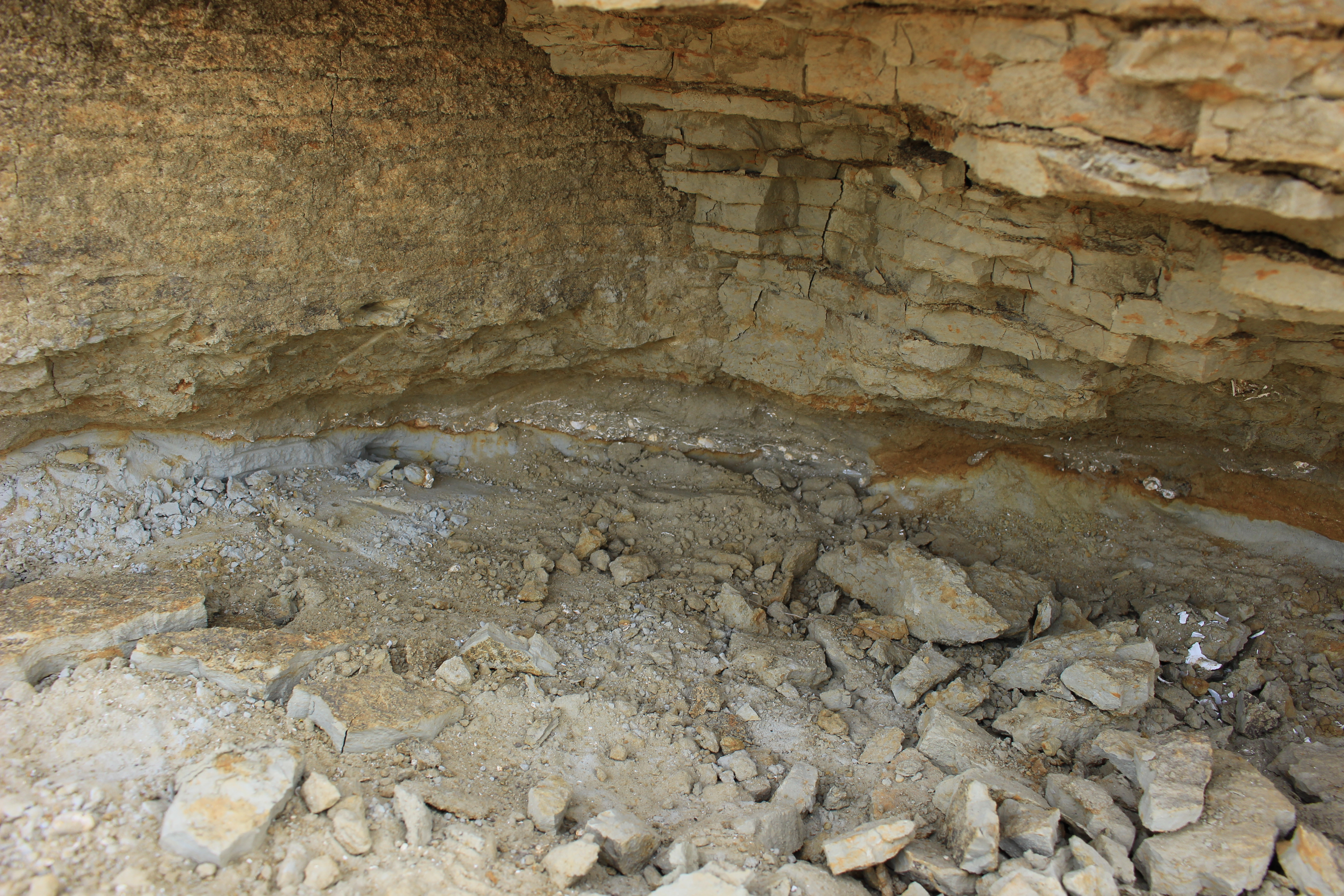
Horninový výchoz v bývalé pískovně

Geologické podloží tvoří flyšové horniny překryté terciérními prachovými písky, sprašemi a sprašovými hlínami. V severní části s pomístním jménem Bílý kopec v lomové stěně bývalé pískovny vystupují na povrch prachovité jílovce s mocností okolo dvou metrů. Pod nimi se nachází horizont prachovitého písku s ulitami plže Melanopsis fossilis a pod ním jsou uloženy jemnozrnné písky a polohy jílovce se zbytky měkkýšů.
V geomorfologickém členění Česka přírodní památka leží v Kyjovské pahorkatině, jejím podcelku Mutěnická pahorkatina a okrsku Šardická pahorkatina. Nachází se v nadmořské výšce 178–237 metrů na svazích se sklonem deset až padesát stupňů. Svahy jsou pozůstatky břehů Čejčského jezera, které se nacházelo na území Čejčské kotliny. Z půdních typů se vyvinuly především černozem arenická, případně luvizemě a pararendziny.
V rámci Quittovy klasifikace podnebí se přírodní památka rezervace nachází v teplé oblastí T4, pro kterou jsou typické průměrné teploty −2 až −3 °C v lednu a 19–20 °C v červenci. Roční úhrn srážek dosahuje 650 milimetrů. Mrazových dnů bývá 100–110, zatímco letních dnů šedesát až sedmdesát.

## Ochrana přírody
Předmětem ochrany jsou vysoké mezofilní a xerofilní křoviny (5 % rozlohy), širokolisté suché trávníky a panonské sprašové stepní trávníky (po 10 % rozlohy). Cílem ochrany je zachování xerotermních společenstev s populacemi ohrožených, chráněných nebo jinak významných druhů se zaměřením na chrobáka jednorohého (Bolbelasmus unicornis) a přástevníka kostivalového (Euplagia quadripunctaria).
K předmětu ochrany patří řada druhů rostlin: lněnka Dollinerova (Thesium dollineri), srpovník karbincolistý (Klasea lycopifolia), černucha rolní (Nigella arvensis), silenka lepkavá (Silene viscosa), šater latnatý (Gypsophila paniculata), pampeliška pozdní (Taraxacum serotinum), hrachor panonský (Lathyrus pannonicus), katrán tatarský (Crambe tataria), kosatec nízký (Iris pumila), kozinec bezlodyžný (Astragalus exscapus), zběhovec trojklaný (Ajuga chamaepitys), dejvorec velkoplodý (Caucalis platycarpos), pryšec sivý (Euphorbia seguieriana), rozrazil rakouský (Veronica austriaca), sinokvět měkký (Jurinea mollis) a česnek kulatohlavý (Allium sphaerocephalon). Z živočichů to jsou chrobák jednorohý, chrobák ozbrojený (Odonteus armiger), silničník Ochodaeus chrysomeloides, přástevník kostivalový, strakapoud jižní (Dendrocopos syriacus) a pěnice vlašská (Sylvia nisoria) nebo vlha pestrá (Merops apiaster).